# Zaricine, Pokrovske
Zaricine (în ucraineană Зарічне) este un sat în comuna Katerînivka din raionul Pokrovske, regiunea Dnipropetrovsk, Ucraina.

## Demografie
Componența lingvistică a localității Zaricine
     Ucraineană (96,86%)
     Rusă (3,14%)
Conform recensământului din 2001, majoritatea populației localității Zaricine era vorbitoare de ucraineană (96,86%), existând în minoritate și vorbitori de rusă (3,14%).